# Torre San Giovanni (Città del Vaticano)

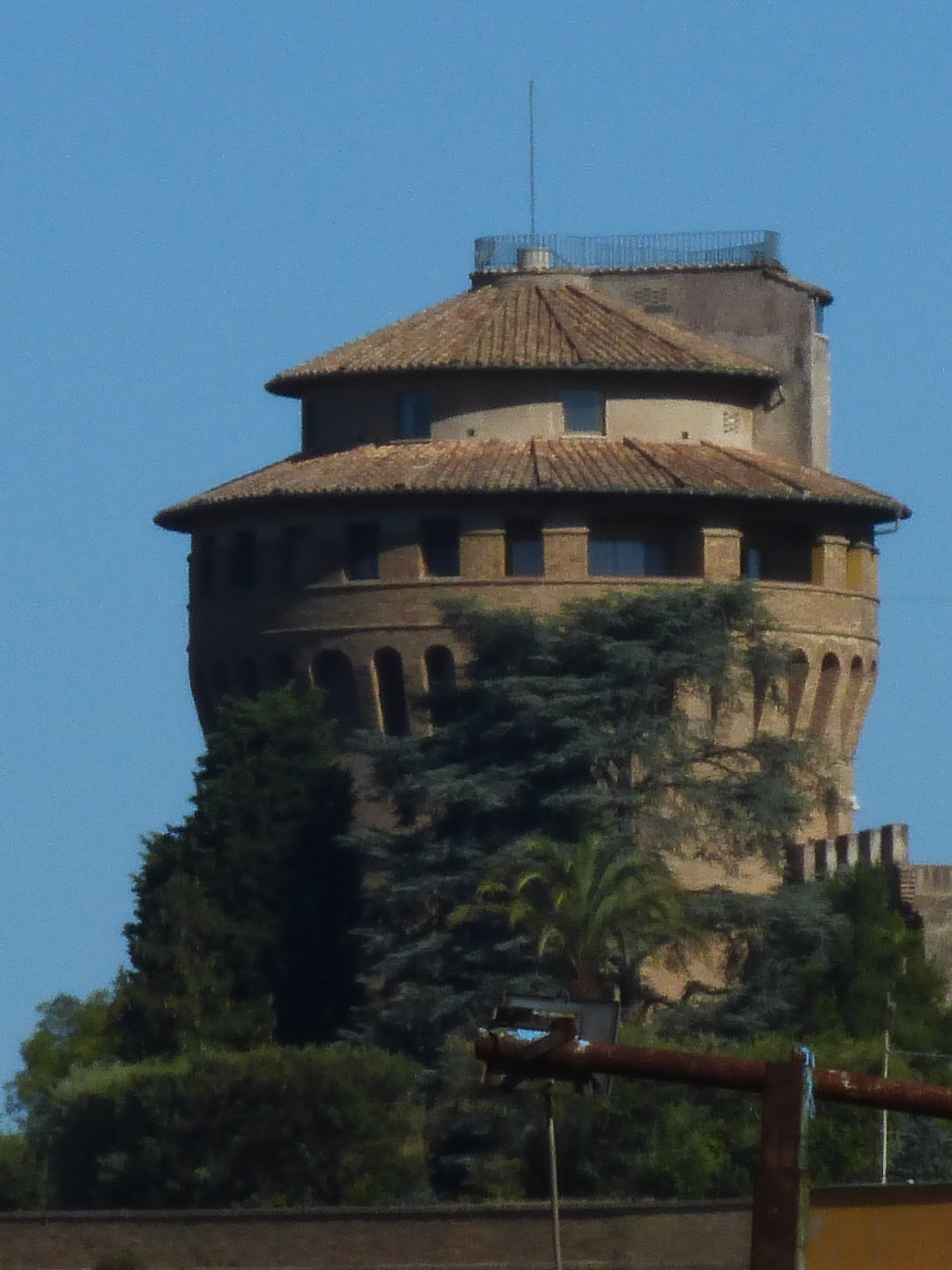
Visuale della torre.

La Torre San Giovanni è una struttura circolare situata su una collina nella punta più occidentale della Città del Vaticano, vicino a Radio Vaticana e con vista sui Giardini Vaticani. La torre è una struttura medievale di un antico muro costruito da papa Niccolò III che cadde in disuso all'inizio del XVI secolo. Fu ricostruita da papa Giovanni XXIII all'inizio degli anni '60.
Nei tempi moderni, la Torre ospita gli appartamenti utilizzati dai papi quando sono in corso lavori di manutenzione nel Palazzo Apostolico e che vengono concessi anche agli ospiti illustri dei pontefici. Nel 1971 il cardinale ungherese József Mindszenty prese residenza nella torre da papa Paolo VI. Era giunto a Roma dopo che il governo lo aveva autorizzato a lasciare Budapest, dove aveva vissuto in asilo presso l'ambasciata degli Stati Uniti d'America. Nel 1979 papa Giovanni Paolo II si trasferì temporaneamente nella Torre San Giovanni mentre erano in corso i lavori di restauro del suo appartamento ufficiale. Nel 2006, dopo la nomina a Segretario di Stato, il cardinale Tarcisio Bertone visse nella torre nell'attesa che il suo predecessore Angelo Sodano liberasse l'appartamento ufficiale.
Nel giugno del 2008 il Vaticano annunciò che papa Benedetto XVI avrebbe accolto il Presidente degli Stati Uniti George W. Bush nella Torre San Giovanni per ripagarlo della calda accoglienza che il papa aveva ricevuto alla Casa Bianca durante la sua visita dell'aprile del 2008 negli Stati Uniti d'America. Normalmente il papa riceve i capi di stato nella sua biblioteca privata nel Palazzo Apostolico.
Dal giugno del 2014 è la sede della Segreteria per l'economia.